# Olympiakos Syndesmos Filathlōn Peiraiōs (pallavolo femminile)
L'Olympiakos Syndesmos Filathlōn Peiraiōs è una società di pallavolo femminile greca, con sede al Pireo: milita nel campionato greco di Volley League; fa parte dell'omonima società polisportiva.

## Storia
L'Olympiakos Syndesmos Filathlōn Peiraiōs nasce nel 1930. Durante i primi anni di attività prende parte alle competizioni locali, vincendo due campionati del Pireo nel 1933 e nel 1934. In seguito il club si scioglie, per poi essere riorganizzato nuovamente nel 1947, per poi vincere nuovamente il campionato dell'anno successivo. Dopo essere stata sciolta nuovamente, la società rinasce nel 1988. Dopo alcune stagioni nelle categorie minori, nel 1995 esordisce nell'A1 League, il massimo campionato greco; dopo sole quattro stagioni arriva la retrocessione in serie cadetta nel 1999.
Nel 2006 il club torna in massima serie ed inizia il forte dualismo col Panathinaikos: i due club si scontrano per quattro volte in finale di campionato, dove però l'Olympiakos esce sempre sconfitto; nella stagione 2010-11 il girone finale si conclude ancora una volta col Panathinaikos che precede le bianco-rosse. Dopo aver perso la finale dell'edizione 2009-10 della Coppa di Grecia, l'Olympiakos si aggiudica le due edizioni successive, battendo in finale prima l'AEK Atene e poi il Panathinaikos. Nella stagione 2011-12 il club si piazza nuovamente al secondo posto il campionato, questa volta alle spalle dell'AEK Atene; nella stagione successiva invece realizza una doppietta di vittorie, aggiudicandosi scudetto e coppa nazionale.
Nella stagione 2017-18 si aggiudica il primo trofeo in ambito europeo, vincendo la Challenge Cup e lo scudetto.

## Rosa 2024-2025
| N° | Nome                 | Ruolo | Data di nascita   | Nazionalità sportiva |
| -- | -------------------- | ----- | ----------------- | -------------------- |
| 1  | Chrysa Kragianni     | C     | 7 giugno 2008     | Grecia               |
| 2  | Marialena Artakianou | L     | 21 maggio 1994    | Grecia               |
| 3  | Yamila Nizetich      | S     | 27 gennaio 1989   | Argentina            |
| 4  | Ivana Vanjak         | S     | 30 maggio 1995    | Germania             |
| 5  | Ifigeneia Sampatī    | L     | 1 agosto 1998     | Grecia               |
| 6  | Evanthia Lavda       | P     | 15 ottobre 1997   | Grecia               |
| 7  | Tzina Lamprousī      | C     | 27 gennaio 1993   | Grecia               |
| 8  | Anna Kalantatze      | O     | 13 agosto 1997    | Grecia               |
| 9  | Nassia Fakopoulidou  | S     | 22 maggio 1998    | Grecia               |
| 10 | Melina Emmanouīlidou | C     | 18 settembre 1994 | Grecia               |
| 11 | Bianca Farriol       | C     | 18 dicembre 2001  | Argentina            |
| 12 | Milica Kubura        | O     | 20 marzo 1995     | Serbia               |
| 15 | Iman Isanović        | S     | 28 agosto 1999    | Bosnia ed Erzegovina |
| 18 | Yasmine Abderrahim   | S     | 16 aprile 1999    | Algeria              |
| 19 | Paraskevī Zafeiriou  | S     | 8 giugno 2006     | Grecia               |
| 20 | Iōanna Dīmītriou     | C     | 3 settembre 2008  | Grecia               |
| 21 | Vassilikī Zafeiriou  | S     | 6 novembre 2008   | Grecia               |
| 77 | Isabella Di Iulio    | P     | 26 novembre 1991  | Italia               |

## Palmarès
- Campionato greco: 8

2012-13, 2013-14, 2014-15, 2015-16, 2016-17, 2017-18, 2018-19, 2019-20
- Coppa di Grecia: 11

2010-11, 2011-12, 2012-13, 2013-14, 2014-15, 2015-16, 2016-17, 2017-18, 2018-19, 2023-24,
2024-25
- Challenge Cup: 1

2017-18
- Supercoppa greca: 1

2024